# Volcar de chorro
Volcar de chorro es una expresión de uso coloquial, usada principalmente por la población LGBT española de la generación Z y millenial.

## Definición
El término es un eufemismo que hace referencia al momento en el que una persona se desmaya por consumir algún tipo de droga, especialmente GHB o éxtasis líquido. Algunos medios, como la revista Glamour, han definido la expresión como sinónimo de estar borracho o bajo los efectos del alcohol, pese a no ser su significado original. La expresión surge a raíz de la palabra «chorri», con la que se conoce popularmente en España a la varilla a través de la cual se consume el éxtasis líquido.

## Impacto
El término fue popularizado en redes sociales por la influencer española SoyUnaPringada (Esty Quesada), dejando de ser su uso exclusivo del mundo del ocio nocturno. El 3 de febrero de 2024 la comunicadora Inés Hernand usó la expresión en una transmisión en directo del Benidorm Fest 2024, pidiendo a la audiencia que no volcaran de chorro. El comentario generó numerosas críticas en redes sociales, acusándola de banalizar el consumo de drogas entre la población LGBT. La expresión y el auge de este tipo de prácticas fueron también discutidas por el escritor y activista LGBT Iván Zaro en un programa de RTVE.